# The Day the Earth Stood Stupid
«The Day the Earth Stood Stupid» (укр. «День, коли Земля здуріла») — сьома серія третього сезону анімаційного серіалу «Футурама», що вийшла в ефір у Північній Америці 18 лютого 2001 року.
Автор сценарію: Джеф Вестбрук.
Режисер: Марк Ервін.

## Сюжет
На початку серії планету Твініс 12, яка розташована на відстані одного дня мозкового лету від Землі, знищують гігантські мізки. 
Тим часом на Землі відбувається виставка-конкурс домашніх тварин. Почувши про приз у розмірі 500 доларів та запас собачої їжі, Бендер і  доктор Зойдберґ вирішують взяти у конкурсі участь (перший — як господар, другий — як тварина). Ліла з Жуйкою також виступають у конкурсі. Після кількох турів випробувань, переможцем виходить Гіпножаба (загіпнотизувавши журі). Жуйку відзначають як «найтупішу тварину», а Зойдберґ посідає друге місце, до прикрого розчарування Бендера.
Повернувшись додому, команда дізнається про знищення планети Твініс 12 (на яку вони мали доставити проплачений авансом вантаж). Співставивши цю подію з попередньою загибеллю планет Рим і Велика Свиня, Гермес простежує в цьому тенденцію, яка вказує на наступного кандидата щодо знищення — Землю. Під час цього повідомлення Жуйка починає поводитися неспокійно і тікає з офісу. Шукаючи його, Ліла опиняється на задньому подвір'ї, де раптово на неї нападають велетенські летючі мізки. З'являється Жуйка, одягнений в однострій, на маленькому космічному кораблі, й рятує Лілу. Удвох вони залишають Землю і зникають у глибинах космосу.
Наступного дня Фрай виявляє, що всі жителі Землі, крім нього, втратили глузд. Жуйка і Ліла, які під час польоту встановили між собою телепатичний зв'язок, тим часом прибувають на планету Вічність, у точному центрі Всесвіту. Там, у Залі Вічності, за 10 кілометрів від точного центру Всесвіту, рада ніблоніанців (інопланетної раси, до якої належить Жуйка) розповідає Лілі про загрозу Летючих Мізків, які захопили Землю, намагаючись знищити всі думки у Всесвіті. Ніблоніанці ведуть із ними боротьбу протягом мільярдів років, але вони безсилі проти їхньої сили, що робить усі живі істоти дурними. Єдиним, хто здатний опиратися цій силі, є Фрай — отже тільки він може боротися з Мізками.
Ліла прибуває до «Зони Кретинів, знаної раніше як планета Земля», зберігши достатньо розуму, щоби переказати Фраєві суть завдання. Збагнувши, де шукати ватага Мізків — у центральній бібліотеці Нового Нью-Йорка — Фрай вирушає туди. Під час протистояння Головному Мозкові, Фрай з'ясовує, що думки завдають йому болю, але Мозок вдається до хитрощів, тікаючи від Фрая у паралельні вигадані світи книжок. Фрай і Ліла переслідують його крізь світи «Мобі Діка», «Пригод Тома Соєра» і «Гордості й упередження». Фраєві вдається вирватися з ілюзії. Він намагається атакувати мозок, але гине під книжковою шафою, що падає на нього. Втім, це також виявляється ілюзорним світом твору, який нашвидкуруч написав Фрай — «бридким світом без сюжету, зате з купою помилок». Згідно з кінцівкою фраєвої історії, Головний Мозок залишає Землю «з невідомої причини». Решту Мізків з апетитом з'їдають ніблоніанці, й до населення Землі знов повертається розум. На жаль, ніхто, крім Фрая, якому не ймуть віри, не пам'ятає нічого з цих подій. Жуйка повертається до своєї ролі таємного наглядача на Землі.

## Послідовність дії
Імунітет Фрая до впливу Летючих Мізків пояснюється відсутністю в нього мозкових дельта-хвиль (про що йдеться в подальшій серії «The Why of Fry». Ця особливість викликана подіями серії «Roswell That Ends Well», в якій Фрай стає своїм власним дідом. У коментарі до DVD виконавчі продюсери Мет Ґрейнінґ і Девід Коен розповідають, що запланували складний план, який стоїть за подорожжю Фрая в майбутнє ще у пілотній серії, але відклали розробку цієї ідеї аж до четвертого сезону.

## Пародії, алюзії, цікаві факти
- Назва серії пародію заголовок фантастичного фільму 1951 року «День, коли Земля завмерла» (англ. The Day the Earth Stood Still).
- По дорозі до кімнати в бібліотеці, де знаходиться Головний Мозок, Фрай і Ліла проходять повз окрему кімнату, в якій зберігаються твори Стівена Кінґа (з заголовками від «A» до «Aardvark»).

## Особливості українського перекладу
- У сцені в бібліотеці назви маловідомих в Україні, але популярних в США, книжок («The Hardy Boys», «Nancy Drew», «The Bonfire of the Vanities») замінено іменами українських письменників (Юрія Андруховича, Павла Загребельного, Юрія Мушкетика).
- У світі «Гордості й упередження» Головний Мозок виступає як аристократ на ім'я «Пан Мозковитий».